# باندیکوت نواری شرقی
باندیکوت نواری شرقی (نام علمی: Perameles gunnii) نام یک گونه از سرده باندیکوت‌های پوزه‌بلند است.